# 피오나 푸시
피오나 푸시(Fiona Fussi, 1996년 1월 25일 ~ )는 오스트리아, 싱가포르의 모델이다. 싱가포르에서 오스트리아인 아버지와 홍콩 출신 어머니 사이에서 태어났으며 2011년 싱가포르 엘리트 모델 룩 선발 대회에서 우승을 차지하면서 데뷔했다.